# NGC 7526
NGC 7526 је тројна звезда у сазвежђу Водолија која се налази на NGC листи објеката дубоког неба.
Деклинација објекта је - 9° 13' 15" а ректасцензија 23h 14m 2,3s. Привидна величина (магнитуда) објекта NGC 7526 износи 15,4.